# Harlaxton Manor

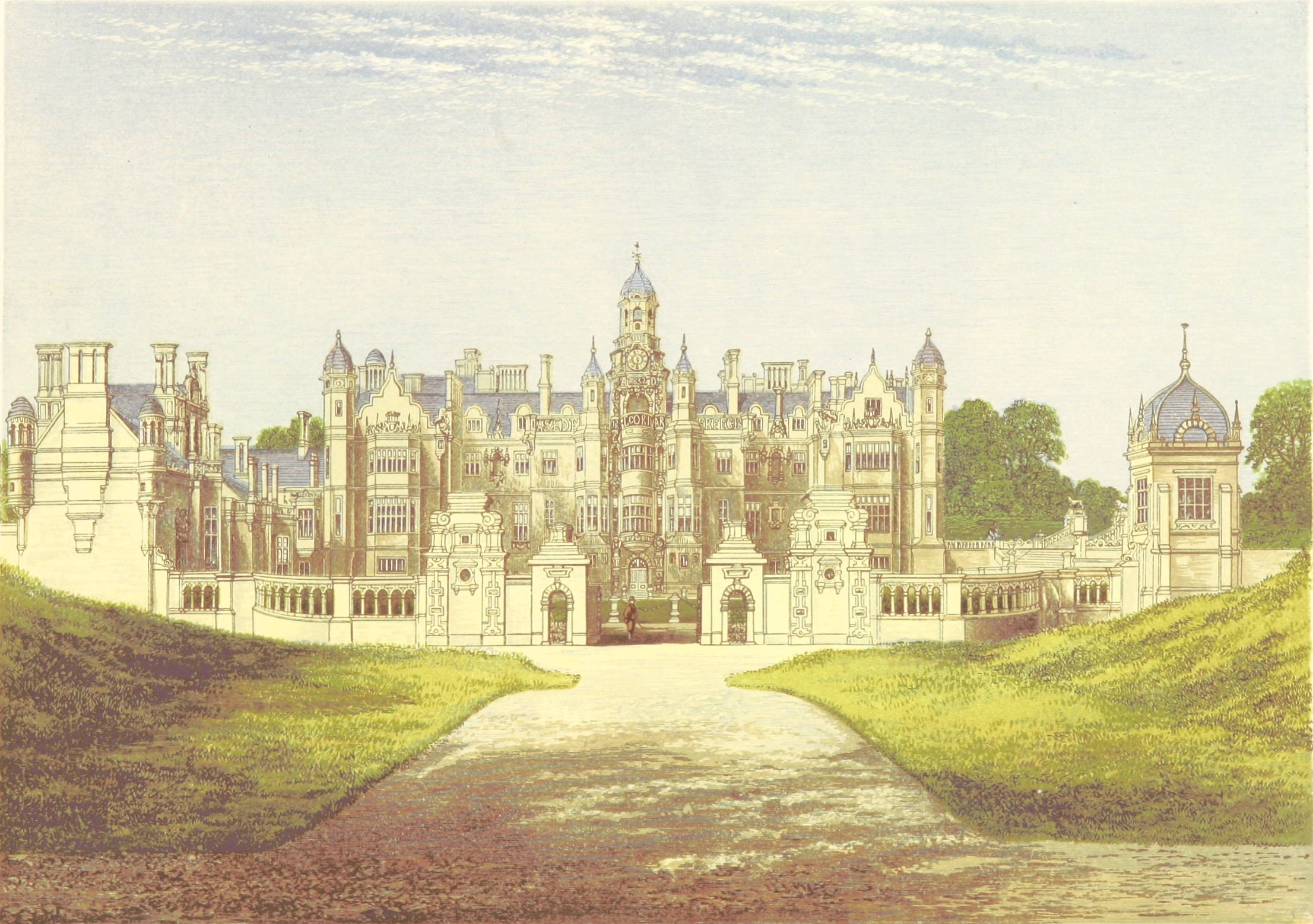
Harlaxton

Harlaxton Manor, in Harlaxton, Lincolnshire, is gebouwd in 1837 door Gregory Gregory. Tegenwoordig is de Britse campus van de Universiteit van Evansville in dit statige huis gevestigd. Qua architectuur heeft het huis wat weg van zowel Jacobitische architectuur als van de symmetrische barok. De architect is Anthony Salvin; hij werd geholpen door William Burn, hij hield zich vooral bezig met de detaillering van het interieur. 
Het huis is ook gebruikt voor shots in de film The Haunting uit 1999. Daarnaast zijn er voor de films The Ruling Class, The Lady and the Highwayman en The Last Days of Patton opnames rondom en in dit huis gemaakt. Verder heeft het huis een rol gespeeld in het televisieprogramma Australian Princess en is het gebruikt voor het BBC drama, The Young Visitors.